# Bofferdange
Bofferdange (en luxemburguès: Boufer; en alemany:  Bofferdingen) és una vila de la comuna de Lorentzweiler situada al districte de Luxemburg del cantó de Mersch. Està a uns 8 km de distància de la ciutat de Luxemburg.